# Louis-Marie-Céleste d’Aumont

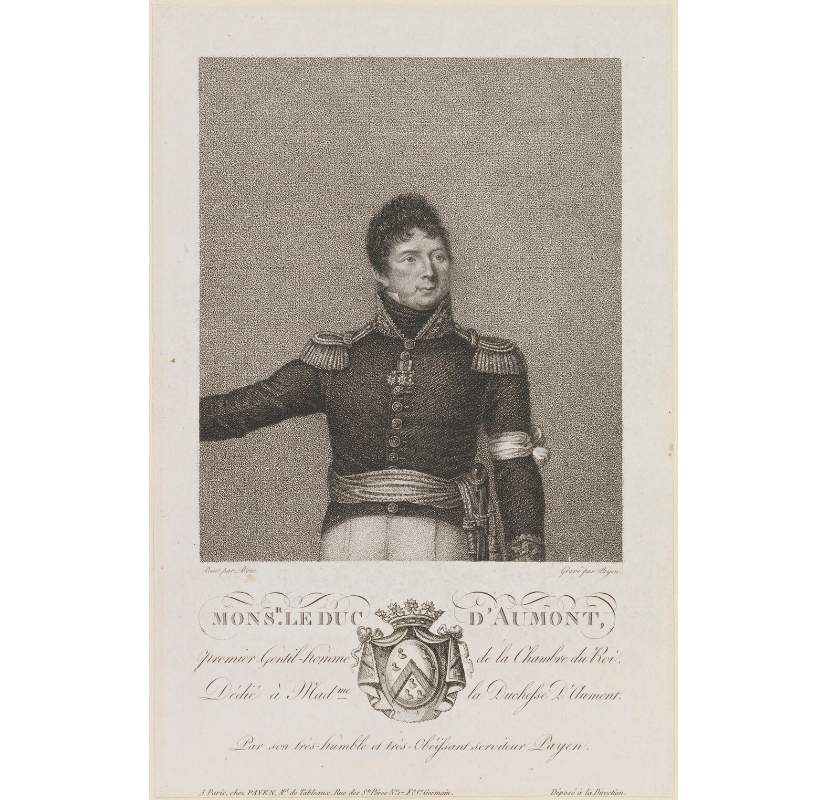
Porträt des 8. Duc d’Aumont, Anonym, Anfang des 19. Jahrhunderts

Louis-Marie-Céleste d‘Aumont de Rochebaron (* 7. September 1762 in Paris; † 9. Juli 1831 in Roissy-Saint-Antoine) war ein französischer Hochadliger, Militär, Hofbeamter und Politiker aus dem Haus Aumont.
Er war Duc de Piennes (1787), Duc de Villequier, Marquis und später (1799) Duc d’Aumont, Premier Gentilhomme de la Chambre du Roi und Lieutenant-général (1814), Pair de France (1815).

## Leben
Louis Marie Céleste d’Aumont war das einzige Kind von Louis-Alexandre-Céleste d’Aumont (1736–1814), 7. Duc d’Aumont, und Félicité Louise Le Tellier (1736–1738).
1774 trat er als Unterleutnant in das Infanterie-Régiment du Roi ein, 1777 wurde er zum Hauptmann im Régiment du Dauphin dragons befördert. Als 1778 eine Expedition gegen England vorbereitet wurde und das Infanterie-Régiment de Navarre dazugehörte, das von Aimery Louis Roger de Rochechouart, Comte de Faudoas, seinem späteren Schwiegervater, befehligt wurde, wollte er an der Expedition teilnehmen, obwohl das eine Rückstufung zum Unterleutnant bedeutete. Er kehrte anschließend als Capitaine zu den Dauphin-Dragons zurück.
Am 29. Dezember 1785 wurde er zum Premier Gentilhomme de la Chambre du Roi en survivance seines Vaters ernannt (die Nachfolger wurde erst im Mai 1815 wirksam), 1786 zum Oberst der Troupes Boulonnaises, 1787 zum Duc de Piennes, im selben Jahr zum Gouverneur von Stadt und Zitadelle von Étaples, und 1787 zum Colonel second des Régiments de Durfort-Dragons, das am 17. März 1788 zum Régiment des Chasseurs de Franche-Comté wurde.
Am 28. Februar 1791 wurde er bei Kämpfen um den Palais des Tuileries verletzt (siehe Chevaliers du Poignard), im April floh er nach England und schloss sich dann der Armee der Emigranten an, für die er den Feldzug von 1792 mitmachte. 1793 trat er in spanische Dienste, und um den emigrierten französischen Adligen ein Beispiel zu geben, schloss er sich als einfacher Freiwilliger der königlichen Pyrenäenlegion unter dem Kommando des Marquis de Saint-Simon an.
Im Feldzug von 1794 in den Pyrenäen wurde er auf dem Schlachtfeld zum Capitaine ernannt. Als er bei Yargenzu in der Nähe des Baztan-Tals durch einen Schuss ins Gesicht verwundet wurde, befahl er trotz seiner Verletzung den Rückzug über vier Meilen; seine Legion verlor die Hälfte ihrer Soldaten, und er wartete nicht die Heilung seiner Wunde ab, bevor er sich ihnen wieder anschloss. Im Jahr 1795 wurde er zum Colonel à la suite der Legion und zum Ritter im Ordre royal et militaire de Saint-Louis  ernannt. 1796 war er Oberst des Regiments der Freiwilligen in Spanien („los Volontarois d’Espana“), das in Madrid stationiert war. Im Jahr 1797 quittierte er auf Ersuchen des Directoire exécutif de France den Dienst in Spanien und verließ das Land.
Er traf auf Ludwig XVIII. in Mitau in Kurland, begleitete die Königin auf Befehl des Königs auf ihren Reisen nach Deutschland. Im Jahr 1800 wurde er zum Maréchal de camp ernannt. Er kehrte zur Königin nach Warschau zurück, folgte ihr nach Schweden und reiste mit ihr nach Russland.
Im Dritten Koalitionskrieg (1803–1806) wurde er im Jahr 1804 von Ludwig XVIII. zu Gustav IV. Adolf, dem König von Schweden, entsandt und verbündete sich dort mit dem Grafen von Fersen. 1805 trat er als General in schwedische Dienste, befehligte die Truppen und das Hauptquartier von Gustav IV. in Mecklenburg, und nahm 1806 an der Seite des Königs am Feldzug in Pommern teil. Er bildete auf Befehl des Monarchen im Kampf gegen Napoleon Bonaparte ein französisches Korps unter dem Namen Régiment du Roi infanterie, das die weiße Kokarde und die französische Uniform trug. Der Friede von Tilsit (1807) beendete sein Projekt.
Er kommandierte das Regiment auch noch 1807, nachdem es neu organisiert worden war, führte 1808 den Feldzug auf den Åland-Inseln im Bottnischen Meerbusen gegen die Russen. 1810 (Gustav IV. Adolf war inzwischen abgesetzt worden und sein Onkel Karl XIII. hatte den Thron bestiegen) wurde er zum Ritter des schwedischen Schwertordens ernannt. Ende 1810 quittierte er den Dienst, verließ aber Schweden nicht, sondern lebte bis 1814 auf Schloss Löfstad in Östergötland. Nach der Restauration kehrte er nach Frankreich zurück, nahm seine Ämter am Hof wieder auf und wurde im selben Jahr zum Lieutenant-général befördert. Im August 1814, nach dem Tod seines Vaters, nahm er den Titel Duc d‘Aumont an. 1815 wurde er zum Ritter der Ehrenlegion und zum Kommandanten der 14. Militärdivision ernannt, die aus den Departements Calvados, Manche und Orne bestand.
Im März 1815, zu Beginn der Herrschaft der Hundert Tage, setzte er alles daran, die königliche Autorität in der Normandie aufrechtzuerhalten, und verließ sein Kommando erst, als jede Art von Verteidigung unmöglich geworden war; er schiffte sich im letzten Moment nach England ein, als er erfuhr, dass Befehle eingetroffen waren, um ihn zu verhaften. Auf Befehl Ludwigs XVIII. organisierte er ein französisches Offizierskorps auf der Insel Jersey und erhielt am 3. Juli die Aufforderung, auf das Festland zurückzukehren. An der Spitze von 130 königlichen Freiwilligen landete er an der Küste der Normandie bei Arromanches, marschierte von dort die zehn Kilometer nach Bayeux, wo er die königliche Flagge aufstellen ließ, und ging im Wald von Livry (23 Kilometer südlich von Bayeux) in Stellung.
Als er sich hier von weit überlegen Kräften umgeben sah, die es aber nicht wagten, ihn anzugreifen, zog er östlich nach Caen (35 Kilometer), verstärkte sich unterwegs durch königstreue Freiwillige und die Nationalgarde des Calvados, und zog am 8. Juli in die Stadt ein. Die Besetzung der 14. Militärdivision durch ein preußisches Korps führte nur zu den üblichen Belastungen, die ein erzwungener Aufenthalt ausländischer Soldaten mit sich bringt; aufgrund der Achtung, die der Duc d‘Aumont den preußischen Truppen und ihrem Kommandeur entgegenbrachte, kam es aber zu keinen besonderen Racheakten und nichts, was gegen das Gesetz verstoßen hätte.
Ludwig XVIII. ernannte ihn am 17. August 1815 zum Pair de France, 1817 zum erblichen Duc-Pair, und am 17. Februar 1819 zum Gouverneur der 8. Militärdivision, die sich aus den Departements Vaucluse, Bouches-du-Rhône, Var und Basses-Alpes zusammensetzte. Am 30. September 1820 wurde er in den Orden vom Heiligen Geist  aufgenommen.
Er starb am 9. Juli 1831 in Roissy-Saint-Antoine im 69. Lebensjahr.

## Ehen und Familie
Louis-Marie-Céleste d‘Aumont heiratete am 6. August 1781 in erster Ehe Madeleine Mélanie Henriette Charlotte de Rochechouart-Faudoas (* 14. Oktober 1765; † 23. April 1790), Tochter von Aimery Louis Roger de Rochechouart, Comte de Faudoas, und Marie-Mélanie Henriette de Barberie de Courteilles. Ihre Kinder sind:
- Louis-Mélanie Antoine Ernest d’Aumont (* 25. Oktober 1782 in Paris; † 1805 in Armenien)
- Adolphe-Henri Aimery d‘Aumont (* 11. April 1785 in Paris; † 14. Dezember 1848 in Nantes), Duc d’Aumont; ⚭ 25. August 1808 Albertine Marie Chertemps du Seuil (* 8. August 1786 in Paris; † 17. März 1858 ebenda)

Am 24. März 1791 heiratete er in zweiter Ehe in Segrez Françoise-Pauline Fortunée de Chauvigny de Blot (* 1761 in Saint-Gal-sur-Sioule; † 27. August 1829 in Paris), Tochter von Louis de Chauvigny, Comte du Vivier, und Marie-Marguerite de Champs, Witwe von Antoine-Charles Gabriel Bernard de Montessus, Comte de Rully. Die Ehe blieb ohne Nachkommen
Im Jahr 1830 heiratete er in dritter Ehe Eugénie Louise de Frontelaye († 16. März 1844 in Paris). Die Ehe blieb ohne Nachkommen.